# AFC Gloria Arad
AFC Gloria Arad is een Roemeense voetbalclub uit Arad.

## Geschiedenis
| Periode    | Naam            |
| 1913–1922  | Gloria Arad     |
| 1922–1934  | Gloria CFR Arad |
| 1934–1949  | Gloria Arad     |
| 1949–1968  | ICA Arad        |
| 1968–2005  | Gloria Arad     |
| 2005–2014  | Gloria CTP Arad |
| 2022–heden | AFC Gloria Arad |

De club werd in 1913 opgericht als Gloria Arad. Na een fusie met CFR Arad in 1922 nam de club de naam Gloria CFR Arad aan. In 1922/23 plaatste de club zich voor de eindronde om de Roemeense landstitel en verloor in de kwartfinale van de latere kampioen Chinezul Timișoara. In 1928/29 plaatste de club zich opnieuw en verloor in de kwartfinale van Banatul Timișoara. Het volgende seizoen deed de club het beter. Nadat het RGM Timișoara en Universitatea Cluj versloeg belandde de club in de finale, waar het met 3-0 verloor van FC Juventus Boekarest.
In 1932/33 was de club medeoprichter van de moderne competitie. Er waren twee reeksen en Gloria CFR werd vierde op zeven clubs in reeks één. In 1934 splitste CFR zich opnieuw van de club af. De volgende seizoenen eindigde de club in de middenmoot en in 1937/38, toen er opnieuw twee reeksen waren, werd de club derde achter Ripensia Timișoara en Venus Boekarest, de twee topclubs uit die tijd. Het volgende seizoen werd de club laatste. In de tweede klasse werd de club kampioen en bij de terugkeer in de hoogste klasse werd de club achtste. Na de Tweede Wereldoorlog speelde de club nog tot 1948 in de tweede klasse en degradeerde dan. De club verdween in de anonimiteit. In 2014 werd het team opgeheven, maar in 2021 werd de club wel weer nieuw leven ingeblazen en de club begint in 2022/23 opnieuw in de zesde klasse.